# Balanophyllia pittieri
Balanophyllia pittieri är en korallart som beskrevs av Vaughan 1919. Balanophyllia pittieri ingår i släktet Balanophyllia och familjen Dendrophylliidae. Inga underarter finns listade i Catalogue of Life.